# Мальвичино
Мальвичино (итал. Malvicino) — коммуна в Италии, располагается в регионе Пьемонт, в провинции Алессандрия.
Население составляет 119 человек (2008 г.), плотность населения составляет 14 чел./км². Занимает площадь 9 км². Почтовый индекс — 15015. Телефонный код — 0144.
Покровителем коммуны почитается Архангел Михаил, празднование 29 сентября (в последнюю неделю сентября).

## Демография
Динамика населения:

## Администрация коммуны
- Официальный сайт: